# Antonia Fraser
Antonia Margaret Caroline Fraser CH DBE FRSL (27 de agosto de 1932), mais conhecida como Antonia Fraser, é uma biógrafa e escritora britânica. Escreveu várias biografias e romances policiais. Nascida na família dos Condes de Longford, mais tarde tornou-se a segunda esposa do dramaturgo Harold Pinter, vencedor do Nobel de Literatura de 2005. Seu primeiro marido foi o membro do parlamento britânico, Hugh Fraser. Sua biografia de Maria Antonieta teria encantado Sofia Coppola, que a adaptou para o cinema na forma do filme Marie Antoinette, de 2006.

## Honras
Fraser foi condecorada com a Comendadora da Ordem do Império Britânico (CBE) nas honras de aniversário de 1999 e foi promovida a Dama Comendadora da Ordem do Império Britânico (DBE) nas honras de ano novo de 2011, pelos seus serviços na literatura. Ela foi condecorada como Membra da Ordem dos Companheiros de Honra (CH) nas honras do ano novo de 2018.

## Obras (parcial)

### Romances históricos
- King Arthur and the Knights of the Round Table (1954, 1970)
- Robin Hood (1955)

### Série Jemima Shore
- Quiet as a Nun (1977)
- The Wild Island (1978). (também como Tartan Tragedy)
- A Splash of Red (1981)
- Cool Repentance (1982)
- Oxford Blood (1985)
- Jemima Shore's First Case (1986)
- Your Royal Hostage (1987)
- The Cavalier Case (1990)
- Jemima Shore at the Sunny Grave (1991)
- Political Death (1995)